# Arrondissement de Châtillon-sur-Seine
L’arrondissement de Châtillon-sur-Seine est un ancien arrondissement français du département de la Côte-d'Or. Il fut créé le 17 février 1800 et supprimé le 10 septembre 1926. Les cantons revinrent à l'arrondissement de Montbard.

## Composition
Il comprenait les cantons de Aignay-le-Duc, Baigneux-les-Juifs, Châtillon-sur-Seine, Laignes, Montigny-sur-Aube, Recey-sur-Ource.

## Sous-préfets
| Période          | Période          | Identité                            | Fonction précédente                           | Observation                                                                  |
| ---------------- | ---------------- | ----------------------------------- | --------------------------------------------- | ---------------------------------------------------------------------------- |
|                  |                  |                                     |                                               |                                                                              |
| 2 août 1815      | 8 juillet 1818   | Géraud de Murat                     |                                               | Nommé préfet de l'Aveyron                                                    |
|                  |                  |                                     |                                               |                                                                              |
| 11 février 1820  | 28 mars 1822     | Charles-Aristide de La Coste        | Sous-préfet de Villefranche-de-Lauragais      | Nommé préfet du Gard                                                         |
| 20 mars 1822     | 8 janvier 1823   | Gabriel de Lantivy de Kervéno       | Sous-préfet de Montmorillon                   | Nommé sous-préfet de Chalon-sur-Saône                                        |
|                  |                  |                                     |                                               |                                                                              |
| 2 juillet 1853   | 4 juin 1858      | Camille de Taffanel de la Jonquière | Sous-préfet de Valognes                       | Nommé sous-préfet de Vendôme                                                 |
|                  |                  |                                     |                                               |                                                                              |
| 1er juin 1871    | 2 mars 1872      | Édouard Mayer                       |                                               | Nommé sous-préfet de Montdidier                                              |
| 2 mars 1872      | 18 juin 1873     | Louis Genest                        | Secrétaire général de la préfecture de l'Aube | Nommé secrétaire général de la préfecture de l'Allier                        |
| 7 juillet 1876   | 30 décembre 1877 | Raoul Berger                        | Sous-préfet de Parthenay                      | Nommé sous-préfet de Briey                                                   |
| 30 décembre 1877 | 28 février 1882  | Jean Deheurle                       | Sous-préfet de Bar-sur-Seine (1870-1873)      | Nommé sous-préfet de Beaune                                                  |
| 28 février 1882  | 23 février 1884  | Raoul Couppel du Lude               | Sous-préfet de Saint-Pons                     | Nommé sous-préfet d'Yvetot                                                   |
| 23 février 1884  | 9 juillet 1890   | Victor Coutaud                      | Sous-préfet d'Espalion                        | Nommé sous-préfet de Baume-les-Dames                                         |
| 9 juillet 1890   | 4 mai 1893       | Jean Combes                         | Sous-préfet de Castelnaudary                  | Nommé secrétaire général de la préfecture d'Indre-et-Loire                   |
| 4 mai 1893       | 19 juillet 1910  | Philippe Féchet                     |                                               | Nommé sous-préfet d'Ambert                                                   |
|                  |                  |                                     |                                               |                                                                              |
| 19 juillet 1910  | 15 juillet 1914  | Auguste Castanet                    | Sous-préfet d'Ambert                          | Nommé sous-préfet de Saint-Girons                                            |
| 15 juillet 1914  | 8 juin 1918      | Gaston Thirion                      | Sous-préfet de Châteaudun                     | Nommé sous-préfet de Saint-Jean-d'Angély                                     |
| 19 juin 1918     | 9 mars 1919      | Ferdinand Lopin                     |                                               | Est nommé sous-préfet de Lapalisse mais refuse, revient 2 semaines plus tard |
| 9 mars 1919      | 22 mars 1919     | Jean Rousselot                      | Sous-préfet de Clermont par intérim           | Nommé sous-préfet de Clermont                                                |
| 22 mars 1919     | 6 mars 1925      | Ferdinand Lopin                     |                                               | Nommé sous-préfet de Lapalisse                                               |
| 6 mars 1925      | 12 janvier 1926  | Henri Graux                         | Sous-préfet d'Arcis-sur-Aube                  | Nommé sous-préfet de Montargis                                               |
|                  |                  |                                     |                                               |                                                                              |

## Liens
- L'almanach impérial pour l'année 1810 - Chapitre X : Organisation Administrative